# Martial Célestin
Marcial Lavaud Célestin (4 de octubre de 1913 – 4 de febrero de 2011) fue un profesor, diplomático y político haitiano. Fue nombrado Primer ministro de Haïti por el presidente Leslie Manigat en febrero de 1988 bajo las provisiones de la Constitución de 1987, y fue aprobado por el Parlamento formado a raíz de las elecciones parlamentarias, el 17 de enero de 1988. Fue depuesto por un golpe de Estado llevado a cabo el 20 de junio (golpe de Estado haitiano en junio de 1988). Nació en Ganthier y era un abogado de profesión. Célestin falleció el 4 de febrero de 2011.